# Edgar Cayce
 (juillet 2016).
Si vous disposez d'ouvrages ou d'articles de référence ou si vous connaissez des sites web de qualité traitant du thème abordé ici, merci de compléter l'article en donnant les références utiles à sa vérifiabilité et en les liant à la section « Notes et références ».
Edgar Cayce (18 mars 1877 près de Beverly (Kentucky), États-Unis – 3 janvier 1945 à Virginia Beach (Virginie), États-Unis) est un mystique américain. Lors de « lectures » (readings), faites en transe par hypnose, il a répondu à des questions relatives à un individu. Ces lectures concernant, au début, la santé physique, les conseils se sont diversifiés et ont porté par la suite sur l'interprétation des rêves, les phénomènes psychiques, la santé mentale, la méditation, la prière, le développement spirituel, le commerce, sur les vies antérieures et l'Atlantide.
Selon Louis Pauwels, qui évoque sa biographie dans Le Matin des magiciens, Cayce a été un homme très simple, peu instruit, capable en état de sommeil de prescrire la solution médicale à toute maladie. Ses dons lui seraient venus, à cinq ans, après une maladie qui l'aurait plongé dans le coma. Dans cet état, l'enfant aurait donné alors à son médecin, à voix haute, la cause de son état et le type de cataplasme qu'il fallait lui appliquer. Plus tard, en état de « transe », Cayce prescrira un traitement à tous les malades qu'on lui amènera. Il aurait prédit le jour et l'heure de sa mort d'une maladie incurable qu'il ne voulut pas désigner.
Les sceptiques ont douté de la réalité de ses pouvoirs psychiques. Cayce a été toute sa vie un membre de l'église chrétienne des Disciples du Christ, les chrétiens conservateurs ont critiqué ses prises de position théologiques, concernant notamment la réincarnation et les archives akashiques.
Il existe de nos jours encore, plusieurs dizaines de milliers d'adeptes de Cayce. La plupart d'entre eux habitent aux États-Unis et au Canada, mais il y a des centres Edgar Cayce dans 25 autres pays. L'Association for Research and Enlightenment (en) (ARE : « Association pour la recherche et l'enseignement spirituel »), basée à Virginia Beach, est une organisation qui promeut les travaux de Cayce et conserve toutes ses lectures.

## Biographie

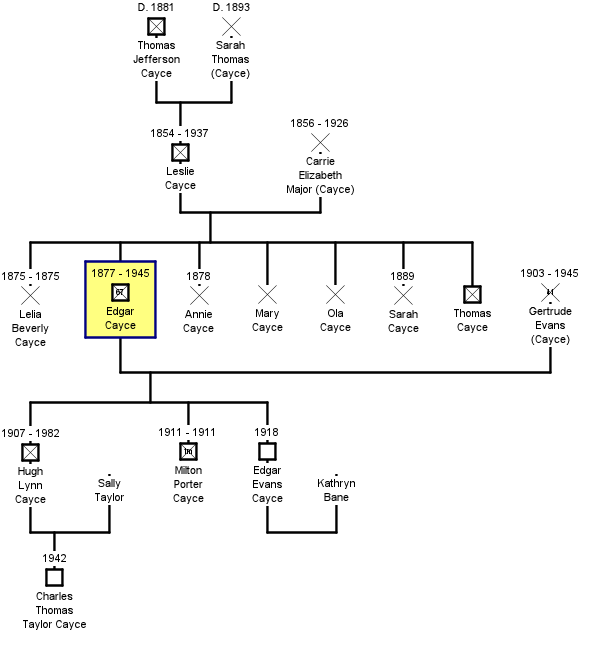
Généalogie immédiate d'Edgar Cayce.

Edgar Cayce nait le 18 mars 1877 dans une petite ferme de la commune de Beverly, à environ treize kilomètres au sud d'Hopkinsville.
Les différentes phases de la vie de Cayce peuvent commodément être définies selon leur géographie :

### 1877 à 1920 – La période du Kentucky
En décembre 1893, la famille emménage à Hopkinsville dans le Kentucky, au 705 West Seventh Street, à l’angle de Young Street.
À l'école, vers l'âge de dix ans, Edgar travaille très moyennement, son maître explique ses lacunes à son père. Celui-ci demande à son fils d'apprendre une leçon. L'enfant n'y consacre que dix minutes, puis, revenu vers son père et après avoir déclaré : « c'est fini », il récite deux pages complètes, imprimées dans son cerveau, comme dans un appareil photographique.
En mai 1889, Cayce fait l'expérience mystique d’une rencontre avec un ange. Le lendemain, alors que son père le battait parce qu’il ne connaissait pas sa leçon d’orthographe, l’ange lui conseille de se reposer pour apprendre. Il demande à son père de pouvoir prendre du repos et après avoir dormi, semble se souvenir de l’intégralité du contenu du livre d'orthographe » (« Spelling book incident » en anglais), ce qui lui vaut d’être à nouveau battu par son père qui y voit une supercherie. Certains affirment qu'il lui suffisait de dormir la tête appuyée sur ses manuels scolaires pour en mémoriser les contenus.
Le parcours scolaire de Cayce s'arrête à la 2e année du secondaire, car ni lui ni sa famille n'ont les moyens de financer sa scolarité. À cette époque, les matières plus avancées (telles que les mathématiques et les sciences appliquées) sont enseignées plus tôt dans les écoles publiques. Le fait d'atteindre ce niveau au secondaire est alors considéré comme plus que suffisant pour un enfant de la classe ouvrière. Faisant le constat de sa vocation spirituelle, il quitte la ferme familiale et occupe de menus emplois, d'abord au magasin Richard's Dry Goods Store, puis dans la librairie Hopper, tous deux situés dans Main Street. La vie d'Edgar Cayce sera marquée par une course désespérée au travail et à l'argent.
Tout au long de sa vie, Edgar Cayce sera un membre actif des « Disciples du Christ ». Chaque année de sa vie, il relit la Bible dans son intégralité. Il enseigne le catéchisme et recrute des missionnaires. Il se sera toujours demandé avec anxiété si ses capacités psychiques — et les enseignements qui en découlent — se justifient d'un point de vue spirituel.
En 1900, il se lance dans le commerce avec son père, pour vendre une police d'assurance nommée Woodmen of the World (« Bûcherons du monde »). Le 18 avril de cette même année, une laryngite aiguë a pour conséquence de le rendre aphone.
Dans l'incapacité de travailler, il vit chez ses parents pendant presque une année. Il décide ensuite de se lancer dans la photographie, y voyant un métier où il aurait peu besoin de parler. Il devient apprenti-photographe dans le studio de W. R. Bowles, au coin de la Neuvième et de Virginia, à Hopkinsville.
Hart, The Laugh Man (Hart, l'homme du rire), un artiste itinérant, comique et hypnotiseur, donne une représentation à l'opéra de Hopkinsville, en 1901. Il entend parler du problème de Cayce, et propose de le soigner. Cayce accepte, et l'expérience a lieu sur scène, devant le public, lors d'une séance d'hypnose, la voix lui revient mais s'éteint à son réveil. Hart essaye une suggestion post-hypnotique après la transe, mais sans succès.
Hart quitte la ville, mais un autre hypnotiseur local, Al Layne, prend le relais pour aider Cayce à recouvrer sa voix. Pendant la séance d’hypnose, Layne suggère à Cayce de décrire la nature de son problème ainsi que sa solution. Cayce décrit alors sa maladie en employant le pronom sujet de la première personne du pluriel « nous » (we), au lieu du singulier « je » (I). Lors des séances suivantes, il commence en général par dire « Nous avons le corps ». D’après les transcriptions de ces séances, il attribue la perte de sa voix à une paralysie psychologique, et déclare qu’elle peut être corrigée par un afflux de sang vers les cordes vocales. Layne suggère alors que le débit sanguin soit en effet augmenté : le visage et la poitrine de Cayce rougissent. Après 20 minutes, encore en transe, Cayce déclare le traitement terminé. À l’éveil, sa voix reste normale. Il y a des rechutes, mais après quelques séances supplémentaires avec Layne, avec le même traitement, le problème est réglé définitivement.

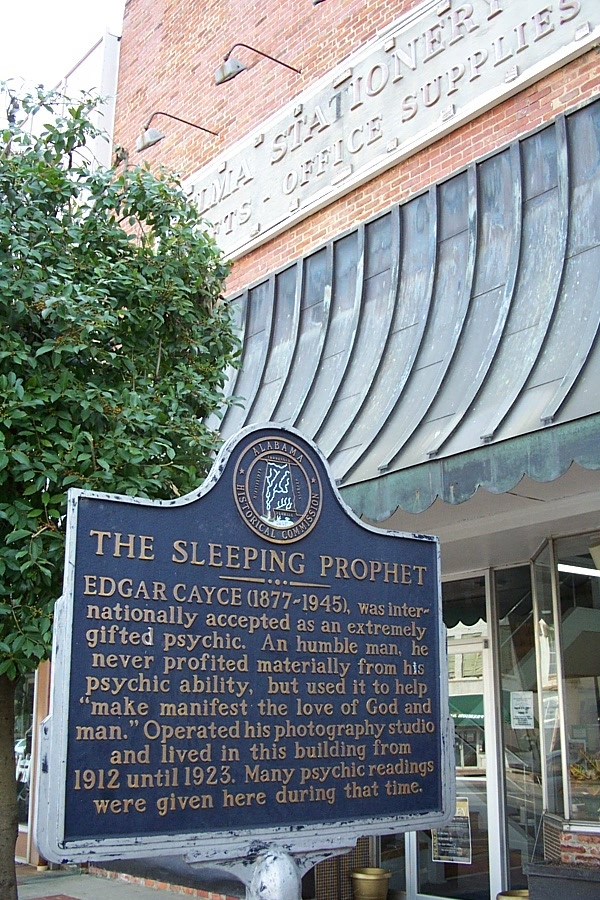
Plaque commémorative, Selma, Alabama.

Layne avait lu des traitements hypnotiques semblables, effectués par le Marquis Amand Marie Jacques de Chastenet de Puységur, un adepte de Franz Mesmer, et désire explorer les limites des connaissances thérapeutiques de la « voix en transe ». Il demande à Cayce de décrire ses propres maux et de lui suggérer des traitements. Les résultats sont à la fois précis et efficaces. Layne conseille alors à Cayce d’offrir ses services de guérison en transe au public, mais Cayce n’est dans un premier temps que peu disposé à le faire. Il accepte un peu plus tard, à la condition que de telles séances soient gratuites. Avec l’aide de Layne, il va donc offrir des traitements gratuits aux gens de la ville. Ces séances sont un succès et le font connaître. Des articles sur les séances de Cayce apparaissent dans les journaux, et de nombreuses lettres de demandes lui parviennent. Selon ces articles, Cayce est capable de travailler aussi bien à partir d’une lettre écrite par la personne, qu’en présence de celle-ci. Ceci lance les échanges épistolaires qu’entretiendra Cayce avec des personnes du monde entier.
La quantité de travail de Cayce augmente autant que sa renommée. Il demande à contre-cœur des donations afin de subvenir à ses besoins et à ceux de sa famille, de manière à pouvoir faire des séances à temps plein. Il travaillera dans cet état de transe avec un hypnotiseur toute sa vie. Layne sera remplacé par sa femme, puis par son fils aîné. Une secrétaire, Gladys Davis, prend des notes.
La lecture en transe a une influence notable sur la santé de Cayce, qui attribue ses incapacités passagères à la nécessité de rentrer en transe et à la trop importante pression qu’il subit. Il rembourse scrupuleusement les clients insatisfaits.

### 1920 à 1923 – La période texane
Au cours de cette période, Cayce se sépare de sa famille, et cesse de pourvoir à leurs besoins. Il essaye de s’enrichir, sans y parvenir ; il tente plusieurs fois d’attirer des investisseurs dans des entreprises d’exploitation de pétrole, offrant ses services de médium. Selon toute vraisemblance, ces entreprises sont peu honnêtes, mais il est difficile de dire dans quelle mesure Cayce en est coupable. Lorsque, plus tard, il évoquera ces années-là, il dira s'être éloigné de ses idéaux.
Arthur Lammers, un riche imprimeur, le persuade, en 1923, de consacrer ses transes à des sujets philosophiques. Dans cet état, Cayce parle sans équivoque de vies antérieures. Quoique la réincarnation soit alors un sujet populaire, elle n'est pas admise par la religion chrétienne, Cayce exprime son désarroi face à ce grave conflit de conscience. Lammers tente de le rassurer, mais ils en viennent à se disputer à ce sujet. Finalement, c’est la « voix en transe », le « nous » des lectures, qui, dialoguant avec Cayce, le convainc de continuer ce genre de séances. En 1925, cette même voix lui conseille de déménager à Virginia Beach, en Virginie.

### 1925 à 1945 – La période de Virginia Beach
Cayce crée plusieurs institutions qui lui survivront, sous une forme ou une autre. Il est alors devenu un médium professionnel, avec du personnel et des volontaires pour l’aider. Les sujets des lectures sont de plus en plus métaphysiques ou ésotériques.
En 1929, grâce aux dons d’un riche bénéficiaire des séances de transe, Morton Blumenthal, l’hôpital Cayce est créé à Virginia Beach.
En 1943, un article dans le magazine Coronet (en) fait passer Cayce à la postérité. Incité à augmenter le nombre de séances, jusqu’à huit par jour, Cayce meurt, semble-t-il d'épuisement, le 3 janvier 1945.

## Chronologie
- 1877 : Naissance dans une famille paysanne le 18 mars, près de Beverly, onze kilomètres au Sud de Hopkinsville, dans le Kentucky.
- 1887 : Volontaire comme sacristain, le premier de nombreux rôles à l'église.
- 1889 : Décide de lire la Bible une fois par an, de la première à la dernière page (ce qu'il fera).
- 1890 : Baptisé à 13 ans, fait une expérience mystique de la vision d'un ange. Incident dit « du Livre d'orthographe » (« Spelling book incident » en anglais), d'après le fait d'avoir retenu le contenu du livre après avoir dormi avec le livre sous son oreiller.
- 1892 : Tombe inconscient alors qu'il joue au baseball ; il suggère l'utilisation d'un cataplasme. L'incident sera connu par la suite comme étant vraisemblablement sa première « lecture ».
- 1893 : La famille déménage à Hopkinsville, suivie peu après par Edgar. Premier amour (Bess). Travaille pour une épicerie et une librairie (le magasin Hopper).
- 1895 : Rencontre avec Dwight L. Moody.
- 1897 : Fiançailles avec Gertrude Evans.
- 1898 : Déménage à Louisville où il travaille pour un grossiste en livre (le magasin Morton). Début de son histoire avec Margaret.

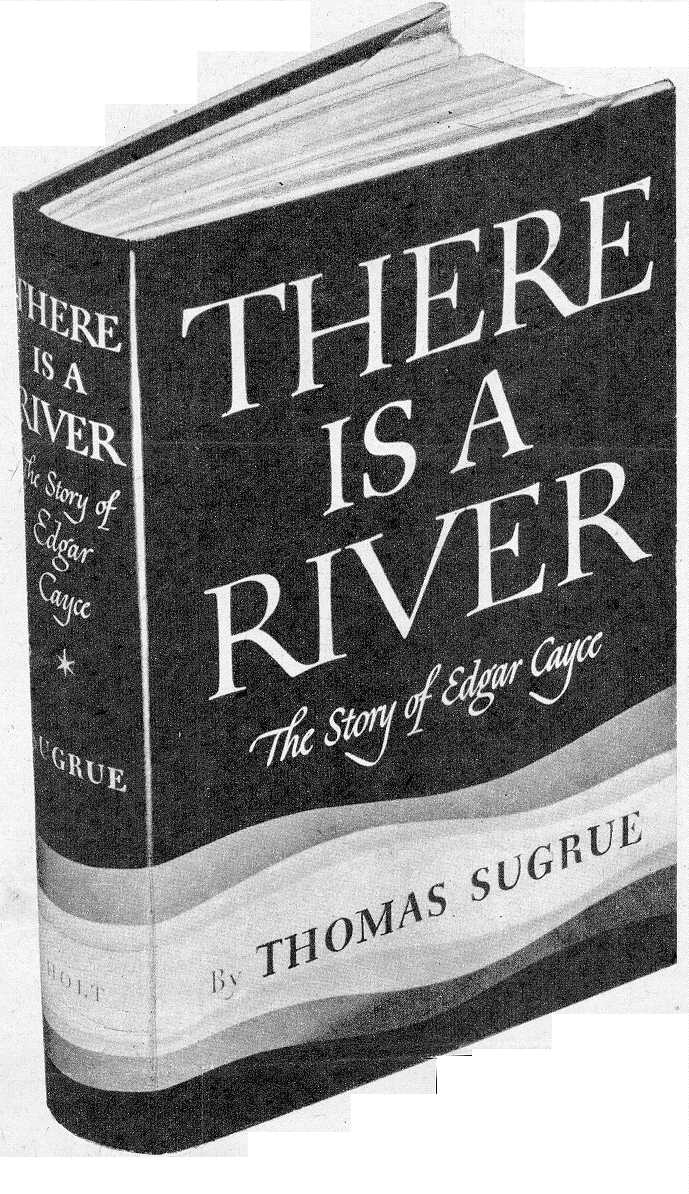
Exemplaire original de There Is a River sur la vie d'E. Cayce, v. 1942, par Thomas Joseph Sugrue (1907-1953).

- Exemplaire original de There Is a River sur la vie d'E. Cayce, v. 1942, par Thomas Joseph Sugrue (1907-1953).1900 : Retourne à Hopkinsville. Met en place une affaire avec son père pour vendre des assurances-vie (Woodmen of the World), mais il est touché par une sérieuse aphonie ou laryngite qui l'empêche de participer à la vente. Il commence comme apprenti dans le studio photo Bowles.
- 1901 : Un hypnotiseur et fantaisiste itinérant Hart-The Laugh Man entend parler de l'état de Cayce et lui propose d'essayer de le guérir. Cayce accepte et l'expérience a lieu sur scène devant un parterre de spectateurs. La voix de Cayce revient sous hypnose, mais disparaît à nouveau lors du réveil.
- 19?? : Un autre hypnotiseur, Al Layne, travaille avec Cayce pour lui rendre sa voix. Sous hypnose, Layne demande à Cayce de décrire la nature de son trouble et de proposer un remède. Selon la « lecture » de Cayce, son aphonie est due à une paralysie psychologique, et elle devrait pouvoir être guérie par une suggestion d'augmenter le flux sanguin dans le larynx. Ce traitement est pratiquement couronné de succès.
- 1902 : Déménage dans la ville de Bowling Green (Kentucky), et y travaille dans une librairie.
- 1903 : Mariage avec Gertrude Evans.
- 1907 : Naissance de leur fils Hugh Lynn Cayce.
- 1910 : Le Dr Wesley Ketchum mentionne Cayce dans son article du American Society of Clinical Research. Le New York Times relate dans un article intitulé « Un homme illettré devient médecin sous hypnose »[6]. La carrière de Cayce comme médium et guérisseur démarre sérieusement. Les gens commencent à venir le consulter dans sa maison du Kentucky.
- 1911 : Naissance de Milton Porter Cayce, qui meurt en bas âge (1 mois et demi)[7].
- 1915 : Vision « Graveyards of the world » (« Les ruines du monde »). Dernière réapparition de son aphonie.
- 1918 : Naissance de son fils Edgar Evans Cayce. Des rumeurs indiquent que Cayce serait allé à Washington pour faire des « lectures » pour l'administration du président Wilson, peut-être en rapport avec le discours des Quatorze points de Wilson.

- 1986 : Décès de sa secrétaire, Gladys Davis (devenue Gladys Davis Turner).

## Les lectures
Edgar Cayce donne plus de 14 000 « lectures » pendant 43 ans (de 1901 à 1944), en état de transe, d'hypnose ou de « sommeil ». En « état de veille », il ne se souvient pas de ce qu'il a dit pendant les transes. Les lectures elles-mêmes expliquent que son inconscient a accès à des informations qui restent cachées à son esprit conscient, théorie répandue au sujet de l'hypnose du temps de Cayce. La plupart des enregistrements viennent de la période d'après 1925, sa secrétaire Gladys Davis enregistrant les lectures, et sa femme Gertrude Evans Cayce « conduisant » (guidant) les lectures.
Les lectures sont habituellement réparties dans les catégories suivantes :
Les Lectures physiques (9 603 lectures existantes), aussi connues sous le nom de « lectures de santé », contiennent le diagnostic et la prescription de la cure pour un patient. Cayce a besoin qu'on lui donne l'endroit où le patient se trouve physiquement, même s'il est dans une autre ville ou un autre État (patients faisant des demandes par lettres).
Dans les Lectures de vies (1 920 lectures existantes), Cayce décrit les états physique, émotionnel et mental présents, en relation avec des vies antérieures. La plupart des personnes concernées ont découvert des vies étalées sur douze périodes principales, celles de l'Atlantide, de l'Égypte ancienne du temps de « Ra Ta », de la Perse ancienne, de la Palestine du temps du Christ et de l'Amérique coloniale. Un nombre important de personnes se sont vu attribuer des vies de personnes célèbres. Le fils de Cayce, Hugh Lynn, par exemple, aurait été l'apôtre André.
Les Lectures d'affaires (747 lectures existantes), faites par Cayce à l'occasion, comprennent des conseils relatifs aux associés d'affaires, aux marchés boursiers, aux stratégies de développement, etc.
Pour les Lectures de rêves (630 lectures existantes), Edgar Cayce encourage tout le monde à interpréter et utiliser ses propres rêves dans la vie de tous les jours. Une lecture de rêves inclut l'interprétation par Cayce des rêves de ses clients. Comme il le fait dans des lectures sur d'autres sujets, Cayce interrompt souvent la personne qui raconte le rêve pour donner une interprétation immédiate. Il complète parfois des parties de rêve supposément oubliées par le rêveur. Au contraire de l'interprétation des rêves jungienne ou freudienne, il ne porte pas énormément d'attention aux symboles. Il dit que chaque individu possède les siens propres. Il explique que, dans leurs rêves, les gens reçoivent de précieuses intuitions toujours utiles au rêveur. En dehors de ces intuitions, il prétend que l'on peut par ce biais communiquer avec les personnes qui nous sont chères, vivantes ou non, se souvenir d'expériences de vies antérieures, voir un futur possible et expérimenter nombre d'autres phénomènes psychiques. Il déclare que tout le monde peut développer ces capacités paranormales.
Les Lectures mentales et spirituelles (450 lectures existantes), souvent courtes sont celles que Cayce préfère relire. Elles se concentrent sur ce que l'individu peut faire pour améliorer sa vie sur les plans du mental et du spirituel
Les Autres lectures (954 lectures existantes) peuvent porter sur la recherche de personnes disparues, des trésors cachés, des lectures données pour un groupe de développement spirituel, des capacités psychiques, des auras, des prophéties, la structure de la réalité, la géologie et beaucoup d'autres sujets.
Les lectures de Cayce sont habituellement référencées grâce à un identifiant numérique dans lequel le premier nombre représente le destinataire de la lecture (la plupart d'entre eux restent secrets), et le second indique le numéro de la lecture, dans le cas où la personne en aurait reçu plus d'une. Par exemple, 
5749-14 se lit comme la quatorzième lecture donnée à la personne identifiée par le numéro 5749 (le numéro étant assigné arbitrairement).

## Principaux thèmes
Le choix des principaux thèmes de Cayce ne se fait qu'avec de grands risques interprétatifs. Les lectures de santé sont les plus nombreuses, et elles impliquent beaucoup de concepts et pratiques résultant d'une vision alternative de la santé. Cayce — éveillé ou endormi — a décrit son travail en termes de service chrétien. Cependant, ceux qui s'intéressent à l'ésotérisme ou la métaphysique se sont concentrés sur un ensemble de sujets quelque peu différents.

### L'origine et la destinée de l'humanité
« Tous les esprits ont été créés au commencement, et trouvent leur chemin pour retourner là d'où ils viennent. » Cayce croit que les âmes humaines ont été créées avec une conscience de leur unité avec Dieu. Certaines « ont perdu » cet état ; d'autres, conduites par l'âme de Jésus, seraient « bénévoles » pour les sauver. La Terre, avec toutes ses limitations, aurait été créée en tant qu'arène appropriée à la croissance spirituelle.

### La réincarnation
Cayce enseigne la réincarnation et le karma comme des instruments des lois d'un Dieu d'amour plutôt que des lois naturelles et aveugles. Son but est d'enseigner certaines leçons spirituelles. Les animaux ont des âmes indifférenciées, de « groupe » plutôt qu'individuelles et conscientes. Une fois que l'âme évolue à travers une succession d'incarnations animales et réalise le statut humain, elle ne réapparaît plus sous la forme animale. Le point de vue de Cayce incorpore des enseignements théosophiques sur l'évolution spirituelle.

### L'astrologie
Cayce accepte l'astrologie en supposant que les âmes humaines passent du temps sur d'autres planètes (ou peut-être leurs contreparties spirituelles) entre deux incarnations. La position des planètes à la naissance témoignerait de ces influences.

### Lois universelles
Les âmes incarnées sur la Terre sont, d'après Cayce, assujetties à certaines lois spirituelles, telle que « tu récolteras ce que tu auras semé (karma) ou tu seras jugé comme tu juges (les autres) ». De telles lois représenteraient un aspect de la pitié de Dieu qui guiderait les Hommes sur leur chemin spirituel, quelles que soient les circonstances.

### Jésus et le Christ
Suivant le courant de Nouvelle Pensée décrit plus haut, Cayce distingue Jésus et l'état du Christ. Brièvement, Jésus aurait eu une âme comme n'importe quelle personne, qui s'est réincarnée à plusieurs reprises (et a fait beaucoup d'erreurs). L'état du Christ est un état qu'il aurait atteint, et auquel toutes les personnes peuvent aspirer. Ainsi, Cayce aurait appelé Jésus le « frère plus âgé ».
Vie secrète de Jésus
Récits présentés par Cayce des incarnations précédentes de Jésus, y compris un personnage atlante appelé « Amilius » et des figures bibliques plus connues : Adam, Enoch[Lequel ?], Melchisédech, Joseph (fils de Jacob), Josué, Asaph et Jeshua[Lequel ?] (lectures 3054-4, 5023-2, 364-7). Cayce décrit Jésus comme un Essénien qui a voyagé à travers l'Inde dans sa jeunesse afin d'étudier des religions orientales ; cette thèse est corroborée par Gerald Messadié dans un de ses ouvrages : Jésus de Srinagar, l'homme qui devint Dieu.

### Idéaux
Cayce souligne à plusieurs reprises le choix de l'idéal comme base du chemin spirituel. « Et que tous réalisent que ce que nous faisons et sommes est le résultat de ce que nous avons fait des idéaux que nous avons choisis » (lecture 1549-1). Chaque personne peut choisir tout idéal vers lequel elle se sent attirée. Si elle essaie de l'appliquer, Dieu est censé la guider plus loin, peut-être en développant l'aspiration à d'autres idéaux. Le plus haut idéal, indique Cayce, est le Christ ; cependant, les lectures identifient « l'esprit du Christ » sous une certaine forme comme base pour des religions autres que le christianisme.
Corps, mental, esprit
Cayce utilise souvent ces trois notions, ou leurs équivalents, pour décrire le genre humain. « L'esprit est la vie, le mental est le bâtisseur, le corps (ou monde physique) est le résultat. » (lectures 254-42 ou 257-123). Le concept est appliqué non seulement à la santé holistique mais également à la vie spirituelle.
Méditation
Cayce décrit parfois en détail des techniques de méditation que l'on peut pratiquer tout en restant assis ou en psalmodiant (« Arrr — iii-oommm »), la finalité étant de s'ouvrir à l'influence divine. Dans l'un de ses livres, la recherche de Dieu (Search For God), il affirme que c'est « par la prière que nous parlons à Dieu. Dans la méditation, Dieu nous parle ». La méditation a quelques aspects en commun avec l'hindouisme ou le bouddhisme (les chakras, la kundalini), mais s'inscrit davantage dans les versions chrétiennes de la Nouvelle Pensée. L'écriture et le symbolisme du livre des révélations, dit-il, sont inspirés par des expériences méditatives.
Expériences extra-sensorielles
Cayce considérait les expériences psychiques et les « expériences extra-sensorielles » comme des manifestations de la croissance de l'âme. Dieu peut « parler » aux personnes à travers des rêves (beaucoup de lectures ont pour objet l'interprétation de rêves), ou des intuitions. Cependant, Cayce n'approuve pas le spiritisme ou la médiumnité parce que les entités contactées ainsi ne sont pas toujours élevées spirituellement. Au lieu de cela, il encourage les chercheurs de vérités spirituelles à se concentrer sur le Christ.

### L'Atlantide
Les lectures de Cayce affirment l'existence de l'Atlantide, à l'origine un vaste continent s'étendant de l'actuel golfe du Mexique jusqu'à la mer Méditerranée. Son morcellement, à la suite de cataclysmes, la réduisit à trois îles principales, Poséidia, Aryan et Og (lecture 364-6). Ainsi, l'Atlantide aurait subi trois destructions majeures : la première vers 50 000 av. J.-C., la seconde vers 28 000 av. J.-C., et la troisième vers 10 600 av. J.-C. C'est à cette dernière que Platon aurait fait allusion dans Le Timée (lecture 364-1), qu'il situe pour sa part 9000 ans avant l'époque de Solon.
À la suite de la première destruction auraient eu lieu les premières migrations vers l'Égypte, les régions précolombiennes d'Amérique ainsi que les Pyrénées. Selon Cayce, les pyramides du Yucatan (Mexique) (lecture 5750-1), tout comme la grande pyramide de Gizeh, en Égypte, auraient été construites par des Atlantes ou leurs descendants.
La description de Cayce de l'Atlantide a nombre de points communs avec celle de Ignatius Donnelly. D'après Cayce, la société atlante voit s'opposer deux courants de pensée — les « fils de la loi d'Un » prônant une vie spirituelle et altruiste, et celui des « fils de Bélial », ne visant qu'à la satisfaction des appétits égoïstes, fût-ce au détriment de leur prochain. Nombre de personnes vivantes seraient les réincarnations d'âmes atlantes, et doivent maintenant faire face aux mêmes tentations qu'à cette époque. Cayce prévoit également la découverte d'une certaine « pierre bleue » d'origine atlante, qui devrait être trouvée sur « une île des Caraïbes », et ayant le pouvoir de guérir. En 1974, une nouvelle pectolite bleu volcanique, connue sous le nom de Larimar, est découverte en République dominicaine. Dans les cercles métaphysiques, des participants affirment que cette pierre peut soigner ; comme avec la plupart des cristaux, minéraux et pierres gemmes, il n'y a aucune preuve scientifique à ce sujet. Selon les lectures, une source importante de problèmes viendrait du désir des fils de Belial d'exploiter « les Choses », à l'encontre de celui des fils de la loi d'Un, voulant les protéger. Cayce décrit ces « Choses », des « sous-humains » comme des créatures mi-humaines, mi-animales et peu intelligentes, avec lesquelles certains fils de Bélial avaient des relations sexuelles. Les Atlantes disposaient d'une énergie colossale comparable à notre énergie nucléaire, provenant de la captation et de la transformation des rayonnements solaire et cosmique grâce à des prismes de cristaux. Cette énergie permettait de mouvoir des nefs sous l'eau, sur l'eau, ou dans les airs. Cayce explique la destruction finale de l'Atlantide par la surcharge d'un cristal provoquant une gigantesque explosion et entraînant des cataclysmes naturels (éruptions et tremblements de terre), vers 10 600 av. J.-C. (lecture 5750-1),.